# Jardin d'enfants de la Rue du Simplon
Jardin d'enfants de la Rue du Simplon är en fickpark vid Rue du Simplon 34 i Quartier de Clignancourt i Paris artonde arrondissement. Parken, som renoverades år 2004, har lekställning och gungleksak. I parken växer bland annat Lagerstroemia indica. Parken har även dricksvattenfontäner.

## Omgivningar
- Notre-Dame-du-Bon-Conseil
- Jardin Henri-Sauvage
- Square Maurice-Kriegel-Valrimont

## Bilder
| - Notre-Dame-du-Bon-Conseil. - Jardin Henri-Sauvage. - Square Maurice-Kriegel-Valrimont. |

## Kommunikationer
- Tunnelbana – linje  – Simplon
- Busshållplats Simplon – Paris bussnät

### Webbkällor
- ”Jardin d'enfants de la rue du Simplon”. Paris.fr. Arkiverad från originalet den 29 augusti 2023. https://archive.md/385py. Läst 29 augusti 2023.